# Gérard Claude
Gérard Claude es un pintor y escultor luxemburgués, nacido el 10 de marzo de 1956 en Esch-sur-Alzette.
Antes de 1977 vivió un tiempo en París, como residente de la Cité Internationale des Arts.